# Arashi (1940)
Arashi (jap. 嵐, あらし, アラシ) – niszczyciel japońskiej Cesarskiej Marynarki Wojennej typu Kagerō z okresu II wojny światowej. Brał udział w działaniach od początku wojny na Pacyfiku. W czerwcu 1942 roku odegrał krytyczną rolę w bitwie pod Midway, naprowadzając amerykańskie bombowce nurkujące lotniskowca „Enterprise” na japońskie lotniskowce. Zatopiony w nocy na 7 sierpnia 1943 przez amerykańskie niszczyciele podczas bitwy w zatoce Vella.

## Historia
„Arashi” był szesnastym okrętem z typu dużych japońskich niszczycieli typu Kagerō, rozpoczynającym drugą grupę tych niszczycieli, zamówioną w ramach programu z 1939 roku (numer budowy 112). Jego nazwa oznaczała „burza” (nie należy go mylić z niszczycielem „Arashio”).
Stępkę pod budowę okrętu położono 4 maja 1939 w Stoczni Marynarki w Maizuru, kadłub wodowano 22 kwietnia 1940, a okręt oddano do służby 27 stycznia 1941 .

## Służba
Po wejściu do służby „Arashi” został przydzielony do 4. Dywizjonu (Kuchikutai) 4. Eskadry Niszczycieli (Suirai Sentai) 2. Floty – wraz z „Nowaki”, „Hagikaze” i „Maikaze”. Pierwszym dowódcą był kmdr por. Yasumasa Watanabe .

### Działania pierwszego etapu wojny, 1941–1942
Przed wybuchem II wojny światowej na Pacyfiku, okręt przypłynął 2 grudnia 1941 do Mako na Peskadorach. W pierwszym etapie wojny „Arashi” ze swoim dywizjonem eskortował okręty sił głównych Zespołu Południowego wiceadmirała Nobutake Kondō, osłaniającego inwazję na Malaje, Filipiny, a następnie Holenderskie Indie Wschodnie. Od 4 grudnia operował wraz z flotą z Mako, eskortując też konwoje inwazyjne na Malaje, następnie od 18 stycznia 1942 operował z Palau i od 21 lutego z zatoki Staring na Celebes .
Od końca lutego „Arashi” wziął w operacji zespołu wiceadm. Kondō przeciw jednostkom alianckim ewakuującym się z Jawy, na południe od wyspy, wraz z bliźniaczym niszczycielem „Nowaki” i krążownikami ciężkimi „Atago”, „Maya” i „Takao”. 1 marca „Arashi” wraz z „Nowaki” zatopił holenderski motorowiec „Toradja” (981 BRT) oraz brytyjski trałowiec pomocniczy „Scott Harley” i zdobył holenderski statek „Bintoehan” (1020 BRT), który został odesłany na Bali, lecz później samozatopiony przez załogę. 2 marca wraz z „Nowaki” i krążownikiem „Maya” zatopił stary brytyjski niszczyciel HMS „Stronghold” (wystrzeliwując przy tym 240 pocisków 127 mm). 3 marca oba niszczyciele zatopiły amerykańską kanonierkę USS „Asheville” (PG-21). 4 marca zespół japoński zatopił australijski slup (eskortowiec) HMAS „Yarra”, brytyjski tankowiec „Francol” (4900 BRT) i okręt-bazę HMS „Anking”. Tego dnia „Arashi” zdobył także holenderski statek „Tjisaroea” (7089 BRT; późniejszy japoński „Chihaya Maru”). Po zakończeniu operacji, eskortował flagowy krążownik wiceadm. Kondō „Atago” w rejsie po zdobytych terytoriach, a następnie do Yokosuka w Japonii, gdzie niszczyciel pod koniec kwietnia był dokowany . 
Następnie, 4-5 czerwca 1942 „Arashi” brał udział w osłonie lotniskowców wiceadmirała Nagumo podczas powietrzno-morskiej bitwy pod Midway. Po próbie ataku na zespół Kidō-butai przez amerykański okręt podwodny USS „Nautilus” (SS-168), przeprowadzał ataki na amerykańską jednostkę, celem umożliwienia okrętom admirała Nagumo oddalenia się na bezpieczną odległość. W drodze powrotnej do swojego ugrupowania, „Arashi” niezamierzenie naprowadził bezskutecznie dotąd poszukujące japoński zespół eskadry bombowców nurkujących VB-6 i VS-6 lotniskowca USS „Enterprise” (CV-6), nad okręty Kidō-butai. Wraz z „Nowaki” ratował następnie rozbitków z płonącego lotniskowca „Akagi”, po czym dobił go torpedami. Od 9 czerwca do 12 lipca działał ze swoim dywizjonem na północnym obszarze operacyjnym, eskortując tam lotniskowiec „Zuihō” i patrolując na południowy wschód od Aleutów .

### Rejon Wysp Salomona, 1942-1943

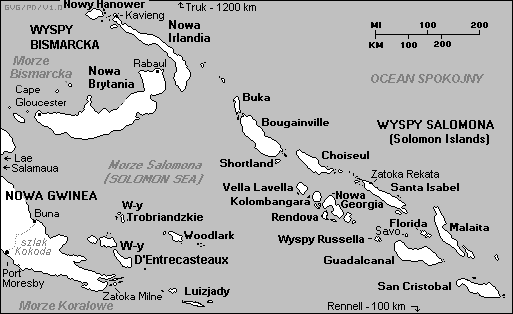
Rejon działań 1942-1943 (baza Truk leży poza mapą, ok. 1300 km na północ od Rabaulu)

14 lipca 1942 4. Dywizjon Niszczycieli został włączony w skład 10. Eskadry 3. Floty. Na początku sierpnia „Arashi” eskortował transportowce wojska z Saipanu, po czym został skierowany na obszar walk toczonych wokół Guadalcanalu w archipelagu Wysp Salomona. Między 16 a 18 sierpnia wziął udział w misji transportu żołnierzy z bazy Truk na Guadalcanal, po czym od 19 do 24 sierpnia eskortował z powrotem do Truk uszkodzony przez lotnictwo niszczyciel „Hagikaze” . 
„Arashi” został następnie przebazowany do Rabaulu, skąd w dniach 29-30 sierpnia wraz z krążownikami „Tenryū” i „Tatsuta” i niszczycielami „Murakumo” i „Yayoi” dostarczył posiłki 775 ludzi do oddziałów walczących w zatoce Milne na Nowej Gwinei, po czym w ciągu dwóch nocy 5 i 6 września uczestniczył z tymi okrętami w ewakuacji stamtąd 1318 żołnierzy. 6 września wspomagał krążownik „Tatsuta” w bombardowaniu przystani Gili Gili i zatopieniu tam brytyjskiego statku „Anshun” (3188 BRT). 15-18 września „Arashi” prowadził rejs zaopatrzeniowy z wyspy Shortland na Guadalcanal, który został jednak odwołany . 
W październiku „Arashi” głównie patrolował na północ od Truk, po czym brał udział w powietrzno-morskiej bitwie koło wysp Santa Cruz 26 października 1942, eskortując okręty Zespołu Uderzeniowego wiceadm. Nagumo. Przetransportował admirała Nagumo z uszkodzonego lotniskowca „Shōkaku” na „Zuikaku”, po czym w dniach 2-6 listopada eskortował „Shōkaku” z Truk do Kure w Japonii . 
Po krótkim remoncie i zmianie dowódcy, „Arashi” udał się ponownie na południowy obszar operacyjny w rejonie Wysp Salomona, eskortując transportowiec samolotów „Akitsu Maru” do Rabaulu. 3 grudnia uczestniczył w rejsie zaopatrzeniowym z Shortland na Guadalcanal. 7 grudnia uczestniczył w kolejnym rejsie, przerwanym na skutek ataku kutrów torpedowych (eskortował następnie holowanie na Shortland uszkodzonego niszczyciela „Nowaki”). 11-12 grudnia „Arashi” wziął udział w ponownym rejsie zaopatrzeniowym na Guadalcanal, podczas którego uratował 140 rozbitków z zatopionego przez kutry torpedowe niszczyciela „Teruzuki”. „Arashi” eskortował następnie 13-18 grudnia holowanie niszczyciela „Nowaki” do Truk . 
10 stycznia 1943 wziął udział w kolejnej operacji dowozu zaopatrzenia na Guadalcanal, po czym eskortował uszkodzony niszczyciel „Hatsukaze” na Shortland. 14 stycznia osłaniał transport wojska na Guadalcanal, podczas czego został 15 stycznia lekko uszkodzony w ataku lotniczym od bliskich wybuchów bomb. Od 31 stycznia do 9 lutego „Arashi” patrolował na północ od Wysp Salomona, osłaniając ewakuację Guadalcanalu. Między 15 a 20 lutego eskortował okręty z Truk do Japonii, po czym został tam dokowany . 
Po remoncie, „Arashi” z powrotem w dniach 10-15 lipca przepłynął do Truk, eskortując tam zespół floty z Japonii, po czym eskortował zespół krążowników i transportowiec wodnosamolotów „Nisshin”, transportujący wojsko z Truk do Rabaulu. 21-22 lipca eskortował „Nisshin” w rejsie transportowym na wyspę Shortland, po czym brał udział w ratowaniu rozbitków, po zatopieniu go przez lotnictwo . 27 lipca „Arashi” prowadził rejs z transportem wojska z Rabaulu na Rekatę, a 1 sierpnia - na Kolombangarę .
Podczas powtórnej operacji transportu wojska na Kolombangarę, „Arashi” został zatopiony w nocy z 6 na 7 sierpnia 1943 w bitwie w Zatoce Vella między wyspami Vella Lavella i Kolombangara torpedami i ogniem amerykańskich niszczycieli USS „Dunlap”, USS „Craven” i USS „Maury”, w rejonie pozycji  7°50′S 156°55′E/-7,833333 156,916667 . Zginęło 178 członków załogi, wraz z dowódcą. 15 października 1943 został oficjalnie skreślony z listy floty .

## Dowódcy[3]
1. kmdr por. Yasumasa Watanabe - 25 listopada 1940 - 15 listopada 1942
2. kmdr por. Koushichi Sugioka  - 15 listopada 1942 - 7 sierpnia 1943†

## Dane techniczne
Opis konstrukcji i szczegółowe dane - w artykule niszczyciele typu Kagerō. Poniżej dane ogólne dla niszczycieli tego typu. 
- wyporność:
  - standardowa: 2033 t
  - pełna: ok. 2600 t
- wymiary:
  - długość całkowita: 118,5 m
  - długość na linii wodnej: 116,2 m
  - szerokość: 10,8 m
  - zanurzenie: 3,8 m
- napęd: 2 turbiny parowe o mocy łącznej 52 000 KM, 3 kotły parowe (ciśnienie pary 30 at), 2 śruby
- prędkość maksymalna: 35 w.
- zasięg: 5000 mil morskich przy prędkości 18 w.
- zapas paliwa: 500 t.
- załoga: 240

Uzbrojenie i wyposażenie:
- 6 dział 127 mm w wieżach dwudziałowych (3xII).
  - Długość lufy – L/50 kalibrów, kąt podniesienia 55°
- 4 działka przeciwlotnicze 25 mm Typ 96 (2xII) (być może 8 działek: 2xIII, 1xII w 1943)[6]
- 8 wyrzutni torpedowych 610 mm (2xIV, 16 torped Typ 93)
- 2 miotacze bomb głębinowych (16 bomb głębinowych)